# Le Dernier Diamant (film)
Pour les articles homonymes, voir Le Dernier Diamant.
Pour plus de détails, voir Fiche technique et Distribution.
Le Dernier Diamant est un film franco-belgo  luxembourgeois réalisé par Éric Barbier, sorti en 2014,,.

## Synopsis
Simon est un cambrioleur en liberté surveillée ; malheureusement, il accepte une fois de plus de « monter » sur un casse, qui sera son dernier et plus gros coup. Ce nouveau contrat le conduit à dérober le « Florentin », un diamant mythique mis en vente aux enchères par ses propriétaires. Pour parvenir à ses fins et réaliser le casse du siècle, il devra faire la rencontre de Julia, experte diamantaire, pour qui la vente est un défi autant professionnel que familial. Un casse délirant entraînera Simon et Julia à son corps défendant dans une aventure échevelée.

## Fiche technique
Sauf mention contraire, cette fiche technique est établie à partir d'IMDb.
- Titre français : Le Dernier Diamant
- Réalisation : Éric Barbier
- Scénario : Éric Barbier, Tran-Minh Nam, Marie Eynard
- Décors : Pierre Renson
- Costumes : Uli Simon, Sabrina Riccardi (pour Bérénice Bejo)
- Photographie : Denis Rouden
- Régisseur général : Ambroise Gayet
- Montage : Jennifer Augé
- Musique : Renaud Barbier
- Producteur exécutif : Denis Penot
- Production : Aïssa Djabri, Farid Lahouassa
- Sociétés de production[5] : Vertigo Productions, Scope Pictures, Bidibul Productions, CN3 Productions, Indéfilms 2, B MediaExport, Backup Media, Canal+, Ciné+, Film Fund Luxembourg, Le Tax Shelter du Gouvernement Fédéral de Belgique, Belgacom
- Société de distribution : Océan Films
- Sociétés d'effets spéciaux : Benuts, Digital District
- Pays d'origine :  France,  Belgique,  Luxembourg
- Langue : français
- Format[6] : couleur - 2,35:1 - DTS / Dolby Digital / SDDS - 35 mm
- Genre : drame et thriller
- Durée : 108 minutes
- Dates de sorties en salles[7] : 
  - France : 30 avril 2014
  - États-Unis : 25 avril 2014

## Distribution
- Yvan Attal : Simon Carrerra
- Bérénice Bejo : Julia Neuville
- Jean-François Stévenin : Albert
- Antoine Basler : Scylla

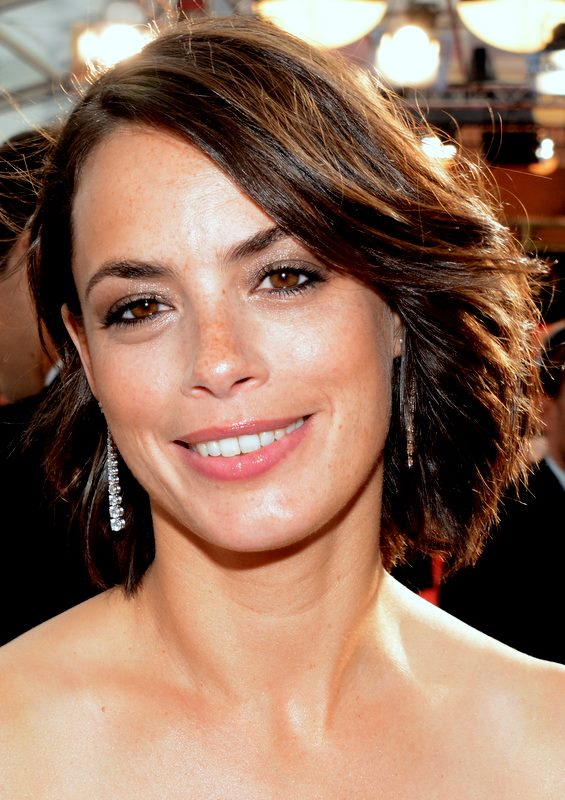
L'actrice principale Bérénice Bejo au Festival de Cannes 2014.

- Jacques Spiesser : Pierre Neuville
- Annie Cordy : Inès de Boissière
- Leila Schaus : Sam
- Corentin Lobet : Le Fourgue
- Jamie Hamilton : le barman du Sofitel
- Fabrice Boutique : Kopel
- Danièle Denie : Blanche de Courcy

## Bande originale
- Le coup de l'hôtel, durée : 3 min 20 s.
- La mise en place, durée : 2 min 12 s.
- Simon et Albert, durée : 2 min 15 s.
- La bande en action, durée : 2 min 56 s.
- Julia dans le piège, durée : 1 min 59 s.
- L'idée, durée : 1 min 54 s.
- La préparation, durée : 1 min 7 s.
- Intro thème de Julia, durée : 1 min 16 s.
- Thème de Julia, durée : 2 min 32 s.
- L'ascenseur, durée : 2 min 19 s.
- Tout proche du Florentin, durée : 2 min 23 s.
- Le casse, durée : 3 min 32 s.
- Le doute, durée : 46 s.
- Scylla et Omar, durée : 3 min 10 s.
- Les clefs, durée : 2 min 38 s.
- Simon protège Julia, durée : 2 min 19 s.
- Le Massacre, durée : 2 min 19 s.
- La recherche, durée : 2 min 23 s.
- L'échange, durée : 4 min 32 s.
- Confrontation finale, durée : 2 min 24 s.
- Générique de fin, durée : 3 min 22 s.

## Accueil

### Accueil critique
En France, le site Allociné propose une note moyenne de 3,1⁄5 à partir de l'interprétation de critiques provenant de 14 titres de presse.

## Distinction
- Festival Polar de Cognac 2014 : POLAR du meilleur long métrage francophone de cinéma.